# Kreuzscheffel
Kreuzscheffel war ein Getreidemaß in der Stadt Paderborn. Das Maß im übrigen Fürstentum war von dem der Stadt verschieden. Der Kreuzscheffel wurde etwa bis Ende des 18. Jahrhunderts genutzt und später durch den gesetzlichen preußischen Scheffel abgelöst.
Die Maßkette des Kreuzscheffels wurde durch die Getreideart bestimmt und vom Fuder ausgehend waren die Einteilungen so:
| Fuder | Malter Hafer | Malter Gerste | Malter Roggen | Scheffel | Spint | Becher |
| ----- | ------------ | ------------- | ------------- | -------- | ----- | ------ |
| 1     | 4            | 6             | 8             | 48       | 192   | 768    |
|       | 1            | 1 ½           | 2             | 12       | 48    | 192    |
|       |              | 1             | 1 ⅓           | 8        | 32    | 128    |
|       |              |               | 1             | 6        | 24    | 96     |
|       |              |               |               | 1        | 4     | 16     |
|       |              |               |               |          | 1     | 4      |

- 1 Kreuzscheffel = 2115 Pariser Kubikzoll = 41 9/20 Liter